# Lacuna marmorata
Lacuna marmorata är en snäckart som beskrevs av Dall 1919. Lacuna marmorata ingår i släktet Lacuna och familjen strandsnäckor. Inga underarter finns listade i Catalogue of Life.